# Jumper Pak

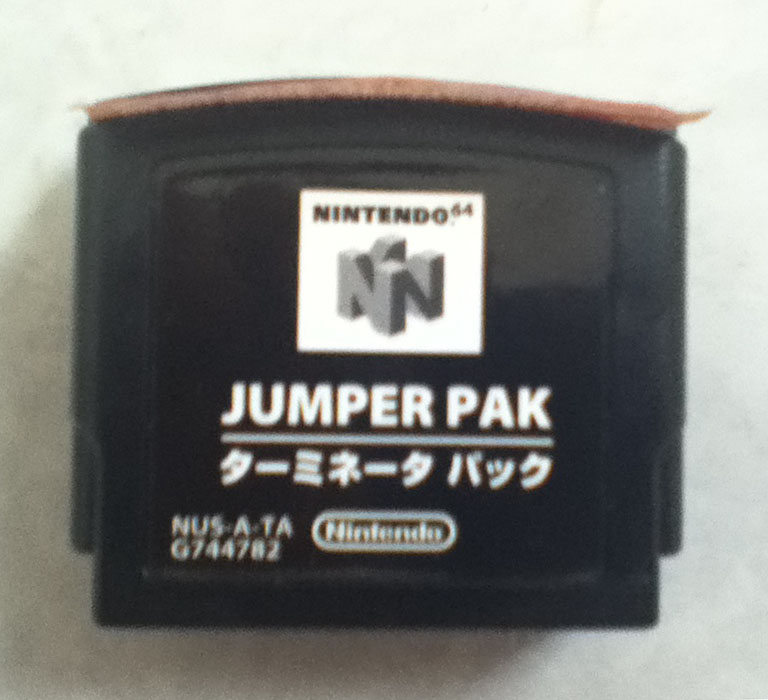
Jumper Pak.

El Jumper Pak es un accesorio extraíble incorporado de fábrica en las consolas Nintendo 64. Es un pequeño cartucho negro que va insertado en la parte superior de la consola. Se puede quitar para instalar el Expansion Pak que otorga mayor capacidad de memoria a la consola. 
El Jumper Pak es una tapa de continuidad del puerto de expansión de memoria de la consola Nintendo 64. No responde a ningún propósito funcional con excepción de tapar el slot RAMBUS en la ausencia del Expansion Pak (que duplicaba la memoria del sistema de 4 megas a 8 megas). Esto es funcionalmente equivalente a una continuidad RIMM en una placa madre de RAMBUS que llena los zócalos no usados de RIMM hasta que el usuario actualice su sistema. Las primeras consolas de Nintendo 64 (antes del lanzamiento del Expansion Pak) ya venían con él instalado, y no fue vendido individualmente en tienda física ya que solo se podía ordenar desde las tiendas en línea de la compañía.
La creencia de que el accesorio es la memoria de video dedicada de la consola no es correcta por lo antes mencionado. Además, Nintendo 64 fue la primera consola que implementó un subsistema unificado de memoria para todos los usos, como por ejemplo de CPU, video o audio.
Después de la salida del Expansion Pak, el Jumper Pak resultó ser necesario para el juego Space Station Silicon Valley, de DMA Design, que era incompatible con el nuevo añadido de expansión.
- Datos: Q5647493